# Pibrac
Pibrac – miejscowość i gmina we Francji, w regionie Oksytania, w departamencie Górna Garonna.
Według danych na rok 1990 gminę zamieszkiwało 5 879 osób, a gęstość zaludnienia wynosiła 227 osób/km² (wśród 3020 gmin regionu Midi-Pyrénées Pibrac plasuje się na 52. miejscu pod względem liczby ludności, natomiast pod względem powierzchni na miejscu 389.).

## Zabytki

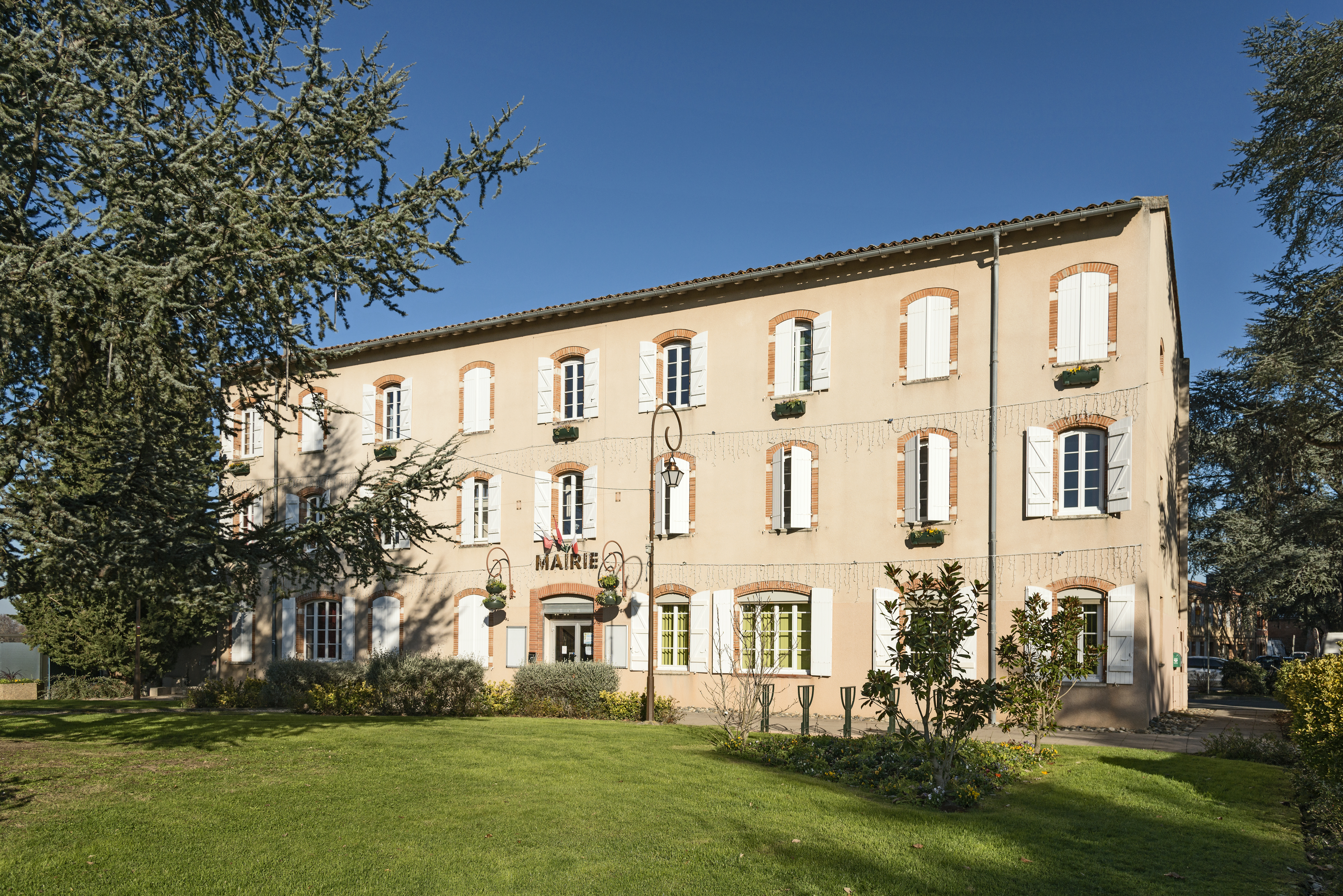
Ratusz.
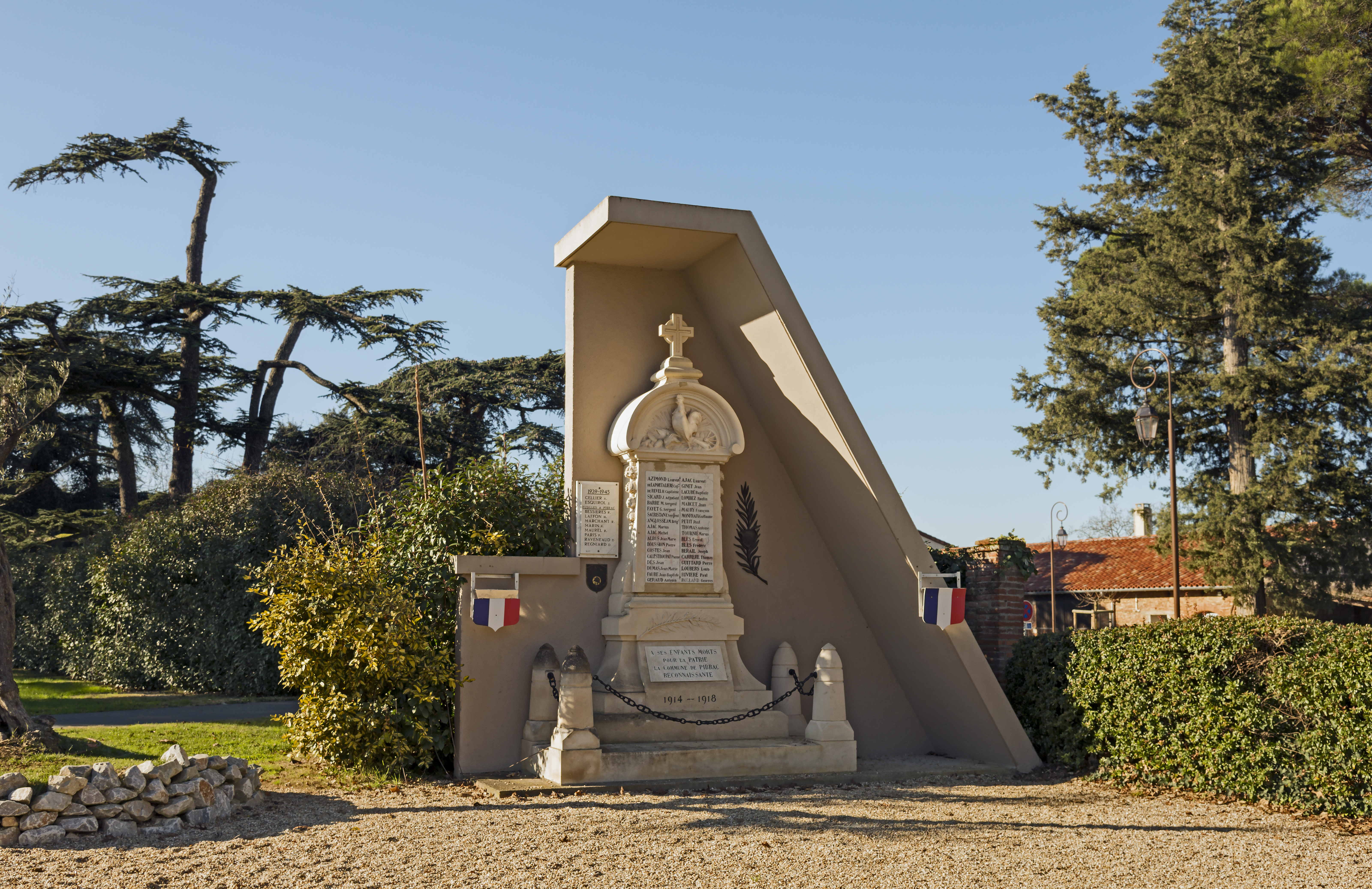
Pomnik wojenny.
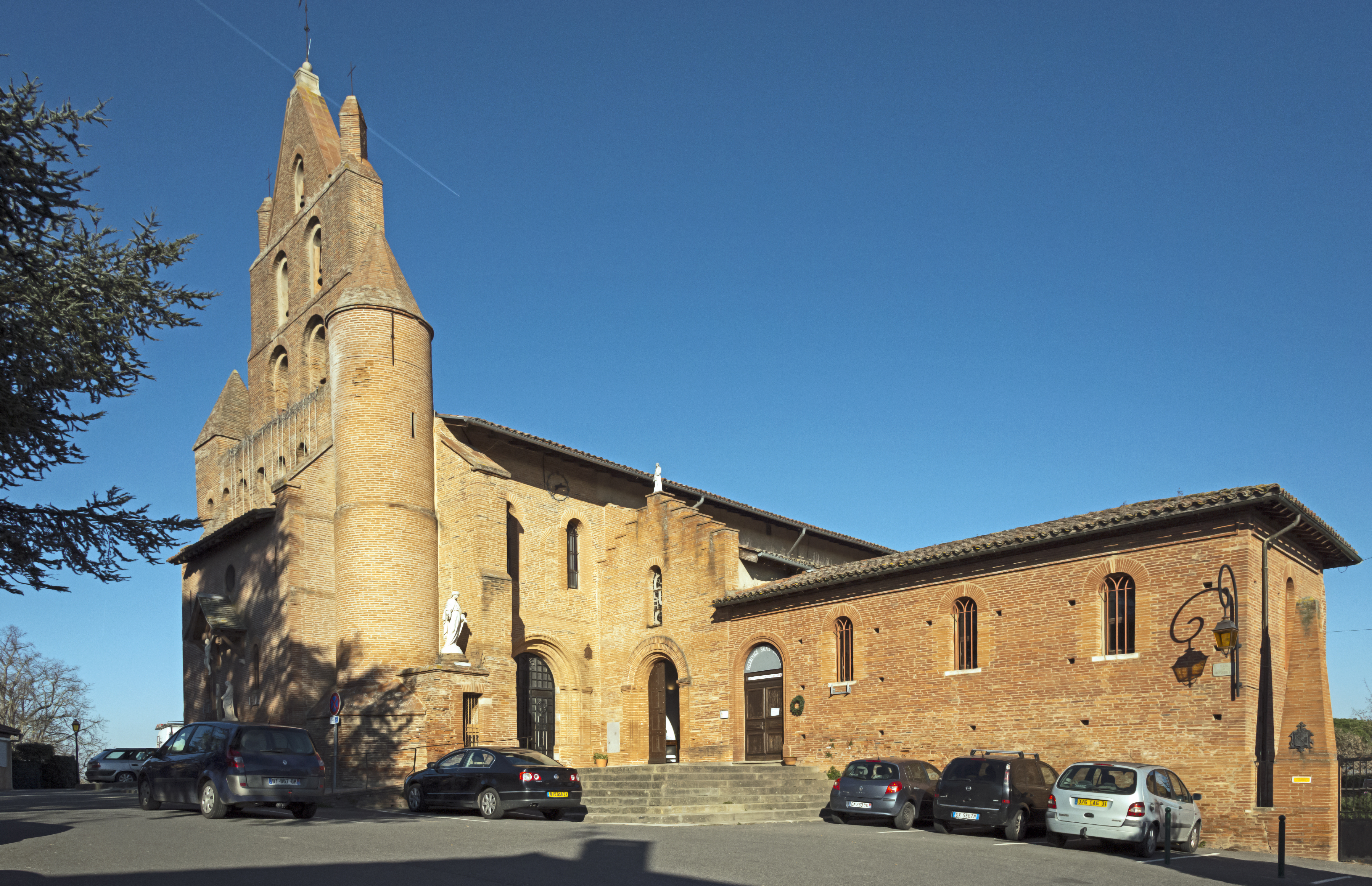
Kościół Sainte-Marie-Madeleine
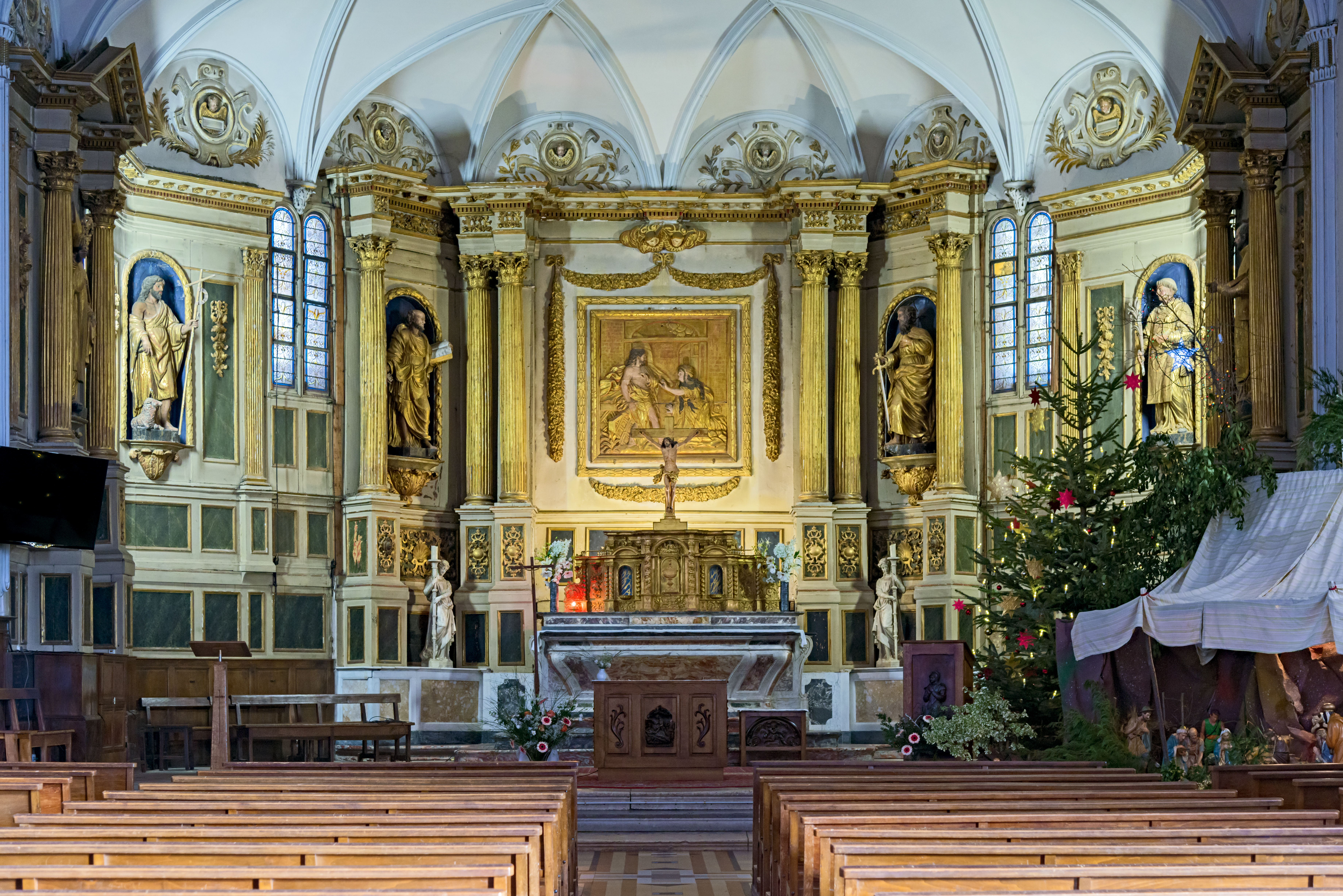
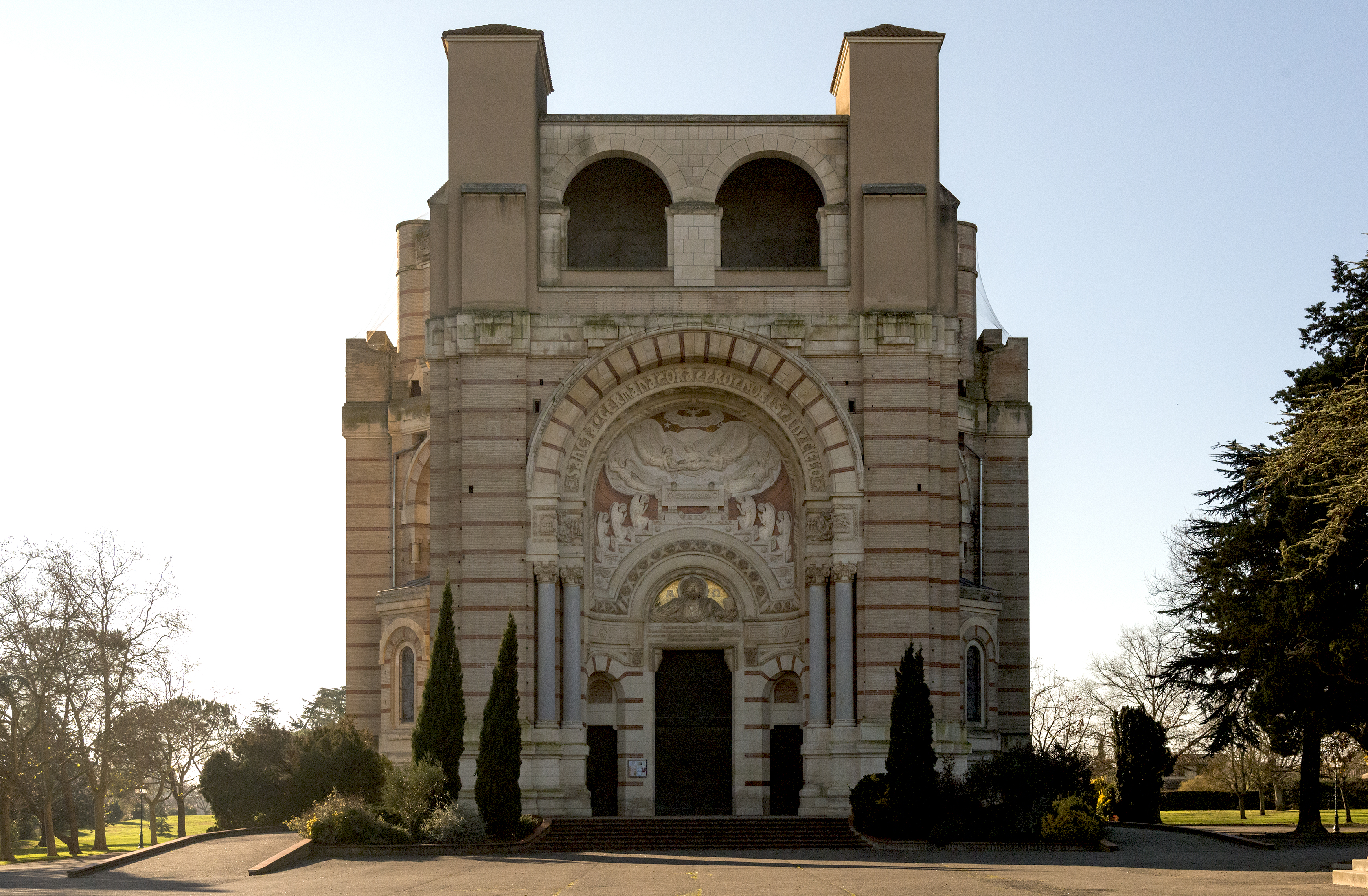
Bazylika Sainte-Germaine
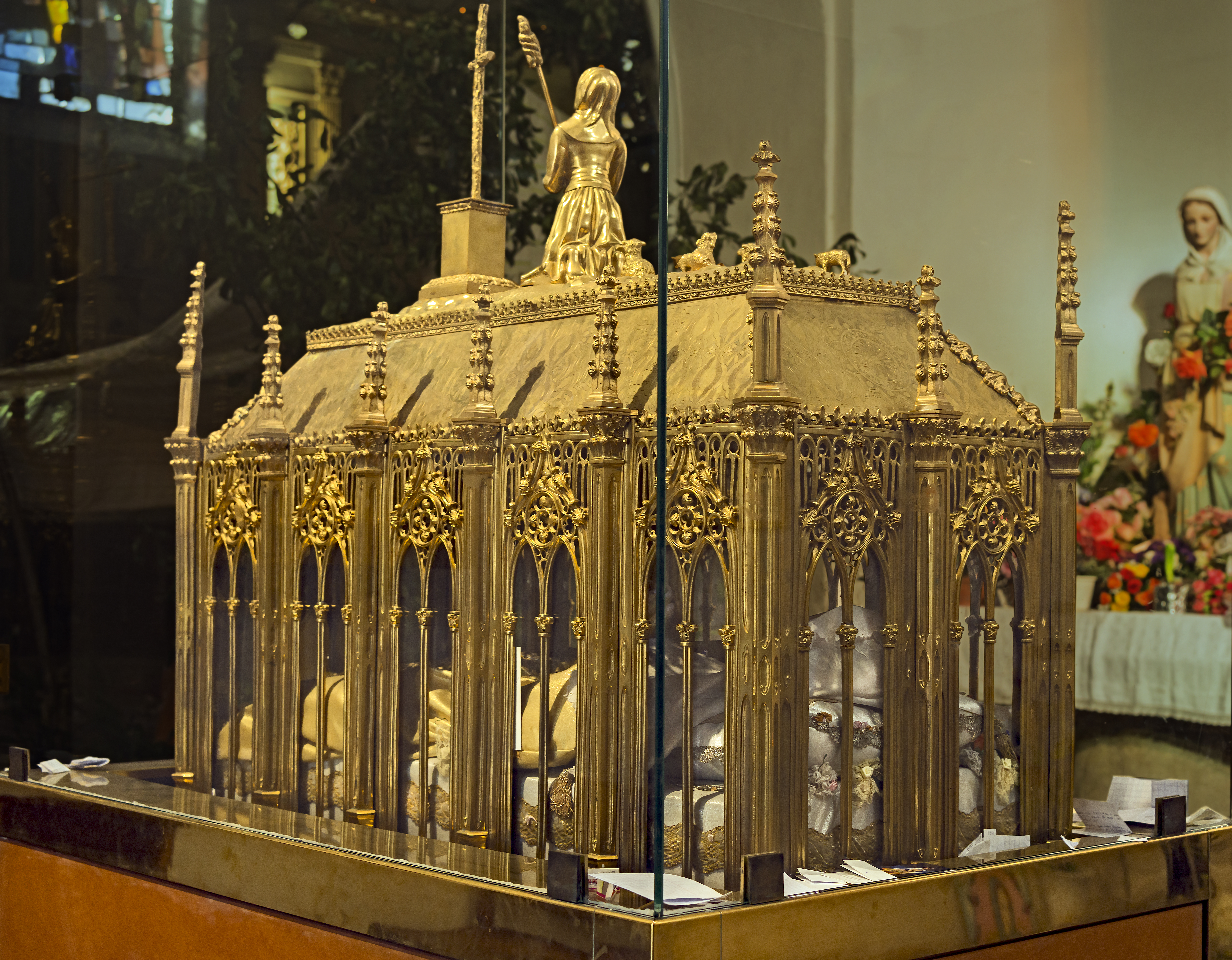
Relikwiarz
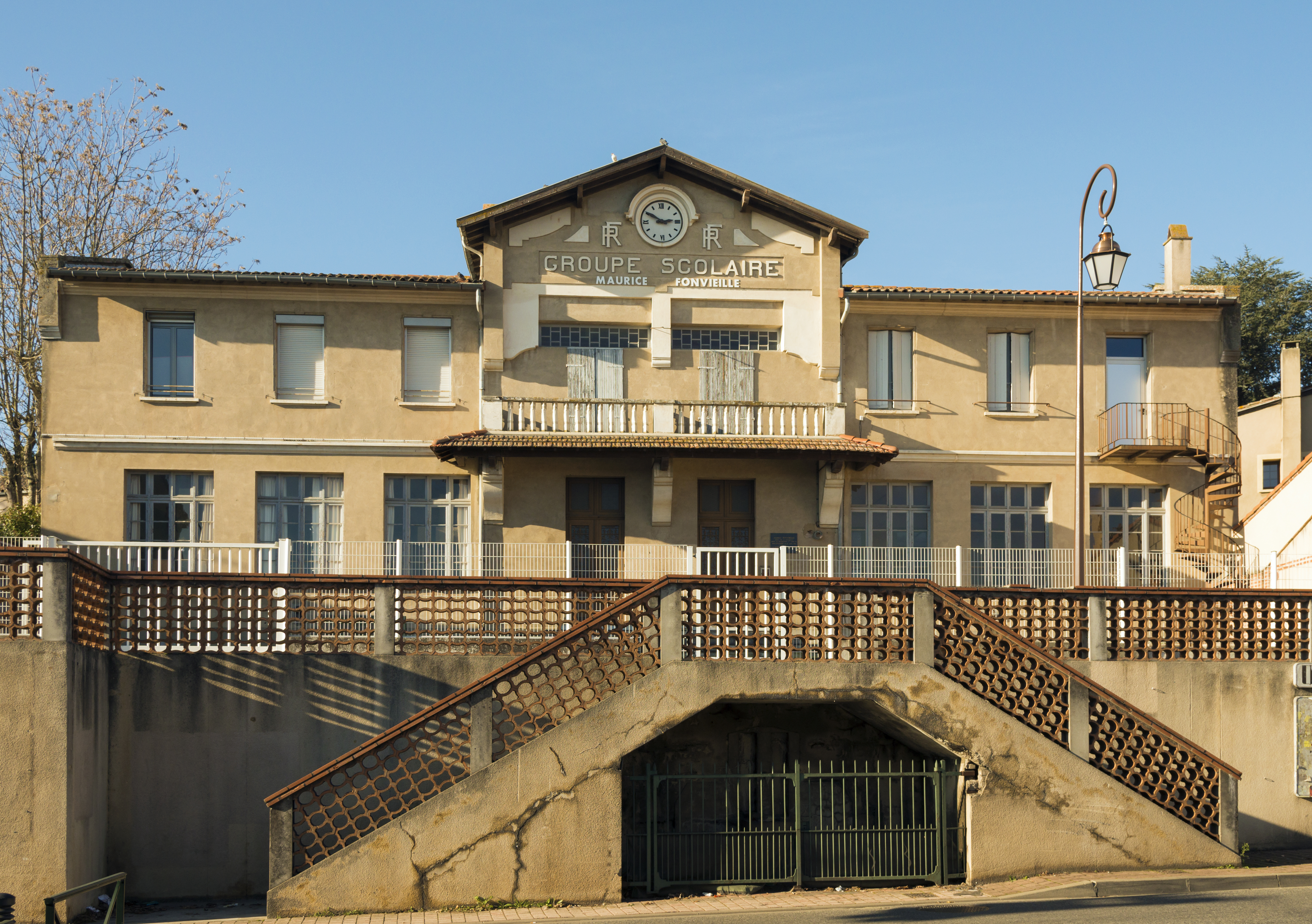
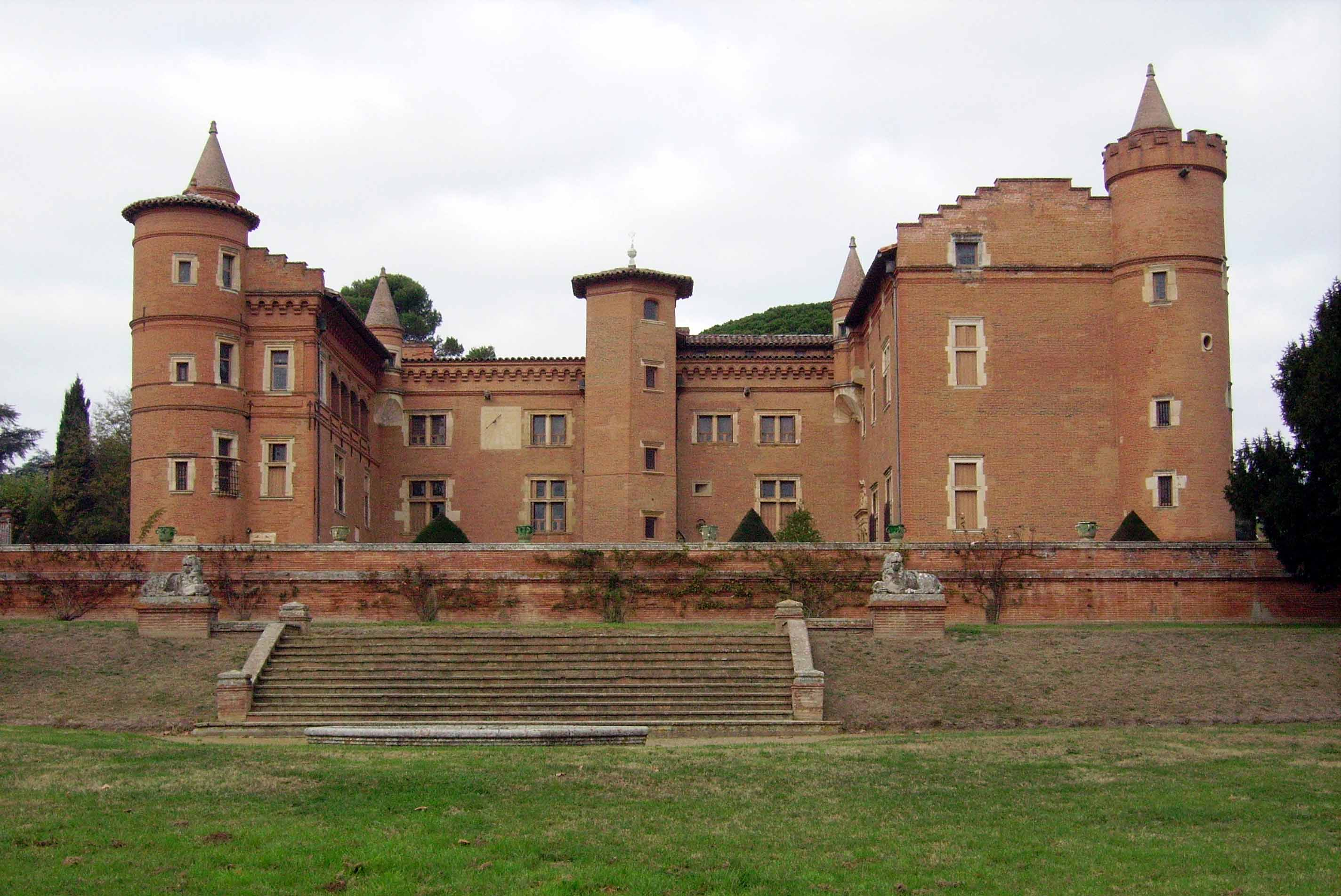